# 葛城號航空母艦
葛城號航空母艦（日语：葛城）是一艘於第二次世界大戰末期，日本在1941年11月所立案的「战时建造计划」中預定量產的第二號中型航艦，同時也是雲龍級的三號艦。葛城號是日本海軍建造的航艦中最後完成的一艘航艦，其艦名來自於奈良縣的大和葛城山。

## 歷史

### 設計與建造
葛城航母有不同個別之處:
1. 原本選用雲龍級同等的主機，由於戰爭期間物資匱乏，為了節省建造時間和資源，本艦与阿蘇號航空母艦一樣選用陽炎級驅逐艦主機。因此，主机功率从15万马力下降为10万马力。
2. 同時把雲龍舷側的4.6公分CNC裝甲改成兩塊2.5公分DS裝甲合成(一共厚度為5公分)。
3. 舷側高射砲和機槍所用的砲位護板由較多加工時間的圓形部分換成了六角形。

建成的葛城航母排水量比雲龍小了一些，航速也下降了2节(公試排水量20,200噸、最快航速32節)。

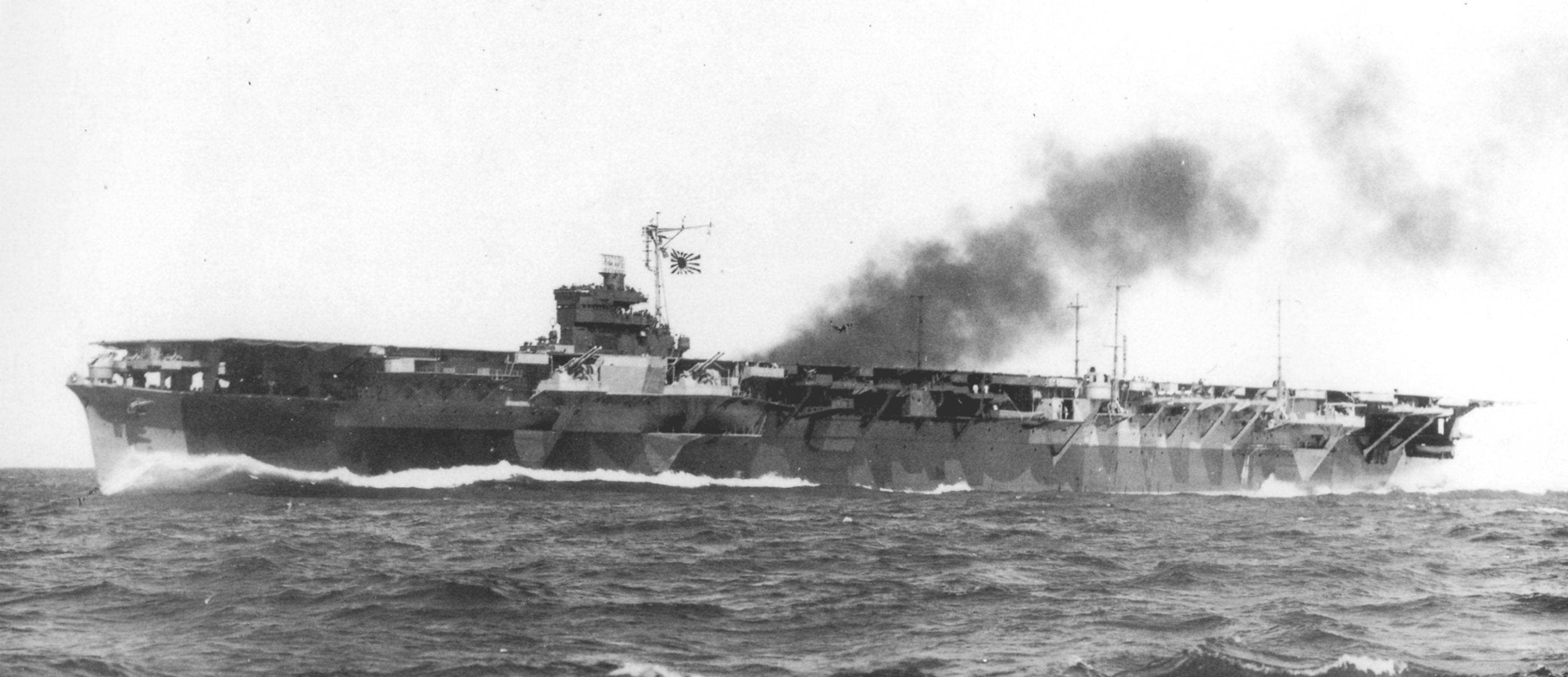
1944年10月上旬，正在试航中的葛城号

昭和17年（1942年）12月8日，本艦於廣島縣吳市的吳海軍工廠起造、昭和19年（1944年）1月19日進水、同年10月15日完工。而本艦甲板如同其他雲龍級艦，都有著伪装迷彩，飛行甲板是用墨綠色為底色、黑色條紋來偽裝。

### 服役
本艦於昭和十九年（1944年）10月15日完工，后编入第1航空战队。由於燃料不足，從未參與艦隊行動，完工後即停留於吳港待命。而在吳港待命期間，昭和（1945年）3月19日、7月24日、7月28日遭遇美軍共計三次的艦載機攻擊，而艦身無太大損傷，反倒是飛行甲板喪失起降機能，對於待命中無參與戰役的葛城號來說無太大影響，也因此葛城號成為了日本海軍最大的可動殘存艦，而日後日本海軍也立即修補葛城號破損的飛行甲板，而葛城號的用途也從待命的航艦轉變為載運海外日軍歸國的運輸艦，本艦自身的機庫剛好可容納3000名人員，1946年11月30日於日立造船廠解體。

## 歷代艦長
艤裝員長
1. 川畑正治 大佐：1944年8月15日

艦長
1. 川畑正治 大佐：1944年10月15日
2. 平塚四郎 大佐：1945年4月1日
3. 宮崎俊男 大佐：1945年4月20日